# Czaplice-Piłaty
Czaplice-Piłaty – kolonia w Polsce, w województwie mazowieckim, w powiecie przasnyskim, w gminie Chorzele.
Do 2023 miejscowość była częścią wsi Czaplice Wielkie.
W latach 1975–1998 Czaplice-Piłaty administracyjnie należały do województwa ostrołęckiego.